# Toén
Toén és un municipi de la província d'Ourense a Galícia. Pertany a la Comarca d'Ourense.
| 3.881 | 3.875 | 4.369 | 3.474 | 2.573 |
| Fonts: INE i IGE (Els criteris de registre censal variaren i les dades de l'INE i de l'IGE poden no coincidir.) |       |       |       |       |

## Parròquies
- Alongos (San Martiño)
- Feá (Santa María)
- Moreiras (San Pedro)
- Mugares (Santa María)
- Puga (San Mamede)
- Toén (Santa María)
- Trelle (Nosa Señora dos Anxos)
- Xestosa (Santa María)

## Personatges de Toén
- Juan Antonio Saco Arce (1835-1881), lingüista i autor de la Gramática Gallega (1868).